# 王錫 (永樂進士)
王錫（？—？），字克剛，福建福州府長樂縣人，明朝政治人物。

## 生平
永樂十八年（1420年）庚子科福建鄉試舉人，十九年（1421年）辛丑科三甲第十一名進士。授歸善縣知縣。